# Stephen Thomas Knight
 (octobre 2013).
Si vous disposez d'ouvrages ou d'articles de référence ou si vous connaissez des sites web de qualité traitant du thème abordé ici, merci de compléter l'article en donnant les références utiles à sa vérifiabilité et en les liant à la section « Notes et références ».
Stephen Thomas Knight (né le 21 septembre 1940) est un professeur reconnu de l'université de Cardiff. Il s'intéresse à la littérature médiévale, aux études culturelles et aux fictions criminelles.